# Antonio Maspes
Antonio Maspes, né le 14 janvier 1932 à Milan et mort le 19 octobre 2000 dans sa ville natale, est un coureur cycliste sur piste italien, professionnel de 1952 à 1968 spécialiste de la vitesse individuelle.

## Biographie
Antonio Maspes s’est passionné pour la piste dès l'âge de quatorze ans attiré par le grondement des motos dans les compétitions des stayers au vélodrome Vigorelli de Milan. Il commence bientôt à courir et pour participer à un championnat en 1947 il maquille sa date de naissance.
Il gagne le titre italien de vitesse et de tandem chez les amateurs, puis il participe en 1952 aux Jeux olympiques d’Helsinki, où, en couple avec Cesare Pinarello, il gagne la médaille de bronze dans le tandem.
Passé professionnel à la fin de la saison, il gagne à Florence son premier titre national de vitesse professionnel, titre qu’il gagnera dix fois entre 1953 et 1965, seulement battu trois fois dans cette période.
En 1955, sur la piste du Vigorelli de Milan, il gagne son premier maillot arc-en-ciel, ce qu’il renouvelle l’année suivante à Copenhague. Il aura gagné en tout sept titres mondiaux de vitesse professionnels à la fin de sa carrière avec quatre succès consécutifs de entre 1959 et 1962 et pour finir en 1964. En 1963, il est battu par son éternel rival Sante Gaiardoni sur la piste de Rocourt. 
Avec sept titres il égalait les sept titres du Belge Jef Scherens et ils ne furent dépassés tous les deux que dans les années 1980 par les 10 victoires du Japonais Kōichi Nakano.
Il a gagné aussi 5 Grands Prix de Paris consécutifs, les Grands Prix de Copenhague, de Milan, de Zurich et de toutes les principales pistes européennes. Le 20 juillet 1960, il a établi le record mondial des 200 mètres avec 10 s 8 contre le Français Michel Rousseau après un surplace qui aura duré 25 minutes. Il s'était déjà distingué par un long surplace en 1955, en restant plus de 32 minutes sur la piste face à Jan Derksen.

## Hommages
Le 7 mai 2015, en présence du président du Comité national olympique italien (CONI), Giovanni Malagò, a été inauguré  le Walk of Fame du sport italien dans le parc olympique du Foro Italico de Rome, le long de Viale delle Olimpiadi. 100 tuiles rapportent chronologiquement les noms des athlètes les plus représentatifs de l'histoire du sport italien. Sur chaque tuile figure le nom du sportif, le sport dans lequel il s'est distingué et le symbole du CONI. L'une de ces tuiles lui est dédiée .
En 2002, Antonio Maspes fait partie des coureurs retenus dans le Hall of Fame de l'Union cycliste internationale.

## Palmarès et résultats

### Jeux olympiques
- Helsinski 1952
  -  Médaillé de bronze du tandem (avec Cesare Pinarello)

### Championnats du monde
- Milan 1955
  -  Champion du monde de vitesse
- Ordrup 1956
  -  Champion du monde de vitesse
- Rocourt 1957
  - 4e de la vitesse
- Paris 1958
  -  Médaillé de bronze de la vitesse
- Amsterdam 1959
  -  Champion du monde de vitesse
- Leipzig 1960
  -  Champion du monde de vitesse
- Zurich 1961
  -  Champion du monde de vitesse
- Milan 1962
  -  Champion du monde de vitesse
- Rocourt 1963
  -  Médaillé d'argent de la vitesse
- Paris 1964
  -  Champion du monde de vitesse

### Grands Prix
- Grand Prix de Paris : 1960, 1961, 1962, 1963 et 1964
- Grand Prix de Copenhague : 1960, 1961 et 1962
- Grand Prix d’Anvers : 1960, 1961
- Grand Prix de Milan
- Grand Prix de Zurich
- Grand Prix de Turin : 1957

### Championnats d'Italie
- Champion d'Italie de vitesse amateurs : 1949 et 1952
- Champion d'Italie du tandem amateurs
- Champion d'Italie de vitesse : 1952, 1953, 1954, 1956, 1957, 1959, 1960, 1961, 1962, 1963 et 1965